# Liste der Stolpersteine in Buseck
Die Liste der Stolpersteine in Buseck enthält Stolpersteine, die im Rahmen des gleichnamigen Kunst-Projekts von Gunter Demnig in Buseck verlegt wurden. Mit ihnen soll an die Opfer des Nationalsozialismus erinnert werden, die in Buseck lebten und wirkten.

## Liste der Stolpersteine

### Alten-Buseck
| Adresse                     | Name                               | Inschrift | Verlegedatum  | Bild | Anmerkung |
| --------------------------- | ---------------------------------- | --- | ------------- | ---- | --------- |
| Großen-Busecker Straße 10 · | Lina Zibora Wendel, geb. Grünewald | Hier wohnte Lina Zibora Wendel geb. Grünewald Jg. 1869 deportiert 1942 Theresienstadt ermordet 28.5.1943                            | 14. Feb. 2014 |      |           |
| Großen-Busecker Straße 10 · | Simon Löber                        | Hier wohnte Simon Löber Jg. 1876 deportiert 1942 Theresienstadt ermordet 14.1.1943                                                  | 14. Feb. 2014 |      |           |
| Großen-Busecker Straße 10 · | Hannchen Löber                     | Hier wohnte Hannchen Löber Jg. 1874 deportiert 1942 Theresienstadt ermordet 13.11.1942                                              | 14. Feb. 2014 |      |           |
| Hofburgstraße 44 ·          | Theodor Schmidt                    | Hier wohnte Theodor Schmidt Jg. 1899 im Widerstand Versuch zu kapitulieren mit Waffe bedroht von Soldaten Herzinfarkt tot 29.3.1945 | 19. Okt. 2018 |      |           |

### Beuern
| Adresse        | Name             | Inschrift                                                                                       | Verlegedatum  | Bild | Anmerkung |
| -------------- | ---------------- | ----------------------------------------------------------------------------------------------- | ------------- | ---- | --------- |
| Borngasse 15 · | Jakob Edelmuth   | Hier wohnte Jakob Edelmuth Jg. 1885 deportiert 1942 ermordet im besetzten Polen                 | 14. Feb. 2014 |      |           |
| Borngasse 15 · | Berta Edelmuth   | Hier wohnte Berta Edelmuth geb. Lilienthal Jg. 1880 deportiert 1942 ermordet im besetzten Polen | 14. Feb. 2014 |      |           |
| Borngasse 15 · | Leopold Edelmuth | Hier wohnte Leopold Edelmuth Jg. 1907 deportiert 1942 ermordet im besetzten Polen               | 14. Feb. 2014 |      |           |
| Borngasse 15 · | Irma Edelmuth    | Hier wohnte Irma Edelmuth Jg. 1911 deportiert 1942 ermordet im besetzten Polen                  | 14. Feb. 2014 |      |           |

### Großen-Buseck
| Adresse             | Name                  | Inschrift | Verlegedatum  | Bild | Anmerkung |
| ------------------- | --------------------- | --- | ------------- | ---- | --------- |
| Bismarckstraße 11 · | Hermann Rothschild    | Hier wohnte Hermann Rothschild Jg. 1890 deportiert 1942 Theresienstadt 1943 Auschwitz ermordet                                        | 19. Okt. 2018 |      |           |
| Bismarckstraße 11 · | Emma Rothschild       | Hier wohnte Emma Rothschild geb. Berlin Jg. 1895 deportiert 1942 Theresienstadt 1943 Auschwitz ermordet                               | 19. Okt. 2018 |      |           |
| Bismarckstraße 11 · | Rudolf Rothschild     | Hier wohnte Rudolf Rothschild Jg. 1924 deportiert 1942 Majdanek ermordet 28.8.1942                                                    | 19. Okt. 2018 |      |           |
| Bismarckstraße 11 · | Jenni Berlin          | Hier wohnte Jenni Berlin verh. Lehmann Jg. 1897 Flucht USA                                                                            | 19. Okt. 2018 |      |           |
| Bismarckstraße 11 · | Johanna Frank         | Hier wohnte Johanna Frank geb. Berlin Jg. 1889 deportiert 1942 Theresienstadt 1944 Auschwitz ermordet                                 | 19. Okt. 2018 |      |           |
| Bismarckstraße 11 · | Salli Frank           | Hier wohnte Salli Frank Jg. 1883 deportiert 1942 Theresienstadt 1944 Auschwitz ermordet                                               | 19. Okt. 2018 |      |           |
| Bismarckstraße 15 · | Hermann Wallenstein   | Hier wohnte Hermann Wallenstein Jg. 1880 deportiert 1941 Kowno Fort IX ermordet 25.11.1941                                            | 19. Okt. 2018 |      |           |
| Bismarckstraße 15 · | Fanny Wallenstein     | Hier wohnte Fanny Wallenstein Jg. 1912 Schicksal unbekannt                                                                            | 19. Okt. 2018 |      |           |
| Bismarckstraße 15 · | Olga Wallenstein      | Hier wohnte Olga Wallenstein geb. Adler Jg. 1889 deportiert 1941 Kowno Fort IX ermordet 25.11.1941                                    | 19. Okt. 2018 |      |           |
| Kaiserstraße 1 ·    | Bertha Schild         | Hier wohnte Bertha Schild geb. Lustig Jg. 1859 unfreiwillig verzogen 1938 Frankfurt deportiert 1942 Theresienstadt ermordet 28.9.1942 | 19. Okt. 2018 |      |           |
| Kaiserstraße 1 ·    | Meier Berlin          | Hier wohnte Meier Berlin Jg. 1875 Opfer des Pogroms schwer misshandelt ‘Schutzhaft’ 1938 Buchenwald tot an den Folgen 8.12.1938       | 19. Okt. 2018 |      |           |
| Kaiserstraße 1 ·    | Regina Recha Berlin   | Hier wohnte Regina Recha Berlin geb. Schild Jg. 1885 unfreiwillig verzogen 1938 Frankfurt deportiert 1942 ermordet im besetzten Polen | 19. Okt. 2018 |      |           |
| Kaiserstraße 7 ·    | David Wallenstein     | Hier wohnte David Wallenstein Jg. 1894 deportiert 1942 Izbica ermordet 27.9.1942 Maidanek                                             | 14. Feb. 2014 |      |           |
| Kaiserstraße 7 ·    | Emma Wallenstein      | Hier wohnte Emma Wallenstein geb. Adler Jg. 1901 deportiert 1942 Izbica ermordet 3.6.1942 Sobibor                                     | 14. Feb. 2014 |      |           |
| Kaiserstraße 7 ·    | Alfred Wallenstein    | Hier wohnte Alfred Wallenstein Jg. 1923 Flucht 1939 Holland interniert Westerbork deportiert 1943 ermordet in Auschwitz               | 14. Feb. 2014 |      |           |
| Kaiserstraße 7 ·    | Ilse Inga Wallenstein | Hier wohnte Ilse Inga Wallenstein Jg. 1927 Flucht 1939 Holland interniert Westerbork deportiert 1943 ermordet in Sobibor              | 14. Feb. 2014 |      |           |
| Kaiserstraße 24 ·   | Bernhard Berlin       | Hier wohnte Bernhard BerlinJg. 1871 unfreiwillig verzogen 1938 Frankfurt deportiert 1942 Theresienstadt ermordet 29.8.1943            | 19. Okt. 2018 |      |           |
| Kaiserstraße 24 ·   | Rudolf Krämer         | Hier wohnte Rudolf Krämer Jg. 1898 unfreiwillig verzogen 1938 Frankfurt deportiert 1943 Theresienstadt 1944 Auschwitz ermordet        | 19. Okt. 2018 |      |           |
| Kaiserstraße 24 ·   | Fanny Krämer          | Hier wohnte Fanny Krämer geb. Berlin Jg. 1901 unfreiwillig verzogen 1938 Frankfurt deportiert 1943 Theresienstadt befreit             | 19. Okt. 2018 |      |           |
| Kaiserstraße 24 ·   | Julius Berlin         | Hier wohnte Julius Berlin Jg. 1906 im Widerstand Flucht 1933 Südamerika                                                               | 19. Okt. 2018 |      |           |
| Oberpforte 42 ·     | Wilhelm Schwalb       | Hier wohnte Wilhelm Schwalb Jg. 1878 eingewiesen Heilanstalt Herborn 'verlegt’ 28.2.1941 Hadamar ermordet 28.2.1941 'Aktion T4'       | 19. Okt. 2018 |      |           |

### Trohe
| Adresse                     | Name           | Inschrift | Verlegedatum  | Bild | Anmerkung |
| --------------------------- | -------------- | --- | ------------- | --- | --------- |
| Kurt-Schumacher-Straße 15 · | Ludwig Schwalb | Hier wohnte Ludwig Schwalb Jg. 1904 im Widerstand/KPD verhaftet 1.6.1934 'Vorbereitung zum Hochverrat' Gefängnis Butzbach Strafeinheit ermordet 27.4.1943 Kriwatoczy | 19. Okt. 2018 | Stolperstein für Ludwig Schwalb vor seinem von ihm 1926 erbauten Wohnhaus in Trohe, Kurt-Schuhmacher-Straße |           |